# Lombard (Castera)
Der Lombard (manchmal auch Craste de la Mounarde genannt) ist ein kleiner Fluss, der in der historischen Provinz Gascogne, im Südwesten Frankreichs, in den Départements Gironde und Landes der Region Nouvelle-Aquitaine, südlich von Bordeaux verläuft.

## Geographie

### Verlauf
Der Lombard entspringt im Gemeindegebiet von Hostens, entwässert generell in südwestlicher Richtung durch ein gering besiedeltes Gebiet im Regionalen Naturpark Landes de Gascogne und mündet nach rund 16 Kilometern als rechter Nebenfluss in die Castera, die kurz danach selbst in die Eyre mündet. 
Der Lombard ändert in seinem
Verlauf mehrfach den Namen: 
- Ruisseau de la Grave de Samion im Quellbereich
- Ruisseau de la Mounarde
- Ruisseau du Kycs
- Ruisseau de Peyrin
- Ruisseau de Lombard im Mündungsabschnitt

### Orte am Fluss
(Reihenfolge in Fließrichtung)
- Haut de la Lande, Gemeinde Hostens
- Samion, Gemeinde Hostens
- Pichemonge, Gemeinde Mano
- Lesbareyre, Gemeinde Moustey
- Peyrin, Gemeinde Moustey
- Lombard, Gemeinde Moustey